# Niddatal
Niddatal ist eine hessische Stadt im Wetteraukreis. Sie zählt historisch zu Oberhessen. Durch die Stadt fließt die Nidda.

## Geografie

### Nachbargemeinden
Niddatal grenzt im Norden an die Stadt Friedberg, im Nordosten an die Stadt Florstadt, im Osten an die Gemeinde Altenstadt und die Stadt Nidderau (Main-Kinzig-Kreis), im Süden an die Gemeinde Schöneck (Main-Kinzig-Kreis) und die Stadt Karben, sowie im Westen an die Gemeinde Wöllstadt.

### Stadtgliederung
Niddatal besteht aus den Stadtteilen Assenheim (mit der am 1. April 1957 in die Stadt Assenheim eingemeindeten gemeindefreien Gehöftgruppe Wickstadt), Bönstadt, Ilbenstadt und Kaichen.

## Geschichte

### Gemeindebildung
Am 1. Dezember 1970 fusionierten die Stadt Assenheim und die Gemeinden Bönstadt und Ilbenstadt im Zuge der Gebietsreform in Hessen freiwillig zur neuen Stadt Niddatal. Das Dorf Kaichen kam am 31. Dezember 1971 hinzu.
Ortsbezirke nach der Hessischen Gemeindeordnung wurden nicht errichtet.

### Bevölkerung

#### Einwohnerstruktur 2011
Nach den Erhebungen des Zensus 2011 lebten am Stichtag dem 9. Mai 2011 in Niddatal 9310 Einwohner. Nach dem Lebensalter waren 1698 Einwohner unter 18 Jahren, 3884 zwischen 18 und 49, 2001 zwischen 50 und 64, und 1719 Einwohner waren älter. Unter den Einwohnern waren 496 (5,3 %) Ausländer, von denen 205 aus dem EU-Ausland, 185 aus anderen europäischen Ländern und 104 aus anderen Staaten kamen. (Bis zum Jahr 2020 erhöhte sich die Ausländerquote auf 10,5 %.) Die Einwohner lebten in 3897 Haushalten. Davon waren 1038 Singlehaushalte, 1113 Paare ohne Kinder und 1373 Paare mit Kindern, sowie 306 Alleinerziehende und 69 Wohngemeinschaften. In 684 Haushalten lebten ausschließlich Senioren und in 2649 Haushaltungen lebten keine Senioren.

#### Einwohnerentwicklung
| Niddatal: Einwohnerzahlen von 1970 bis 2020 | Niddatal: Einwohnerzahlen von 1970 bis 2020 | Niddatal: Einwohnerzahlen von 1970 bis 2020 | Niddatal: Einwohnerzahlen von 1970 bis 2020 | Niddatal: Einwohnerzahlen von 1970 bis 2020 |
| --- | ------------------------------------------- | ------------------------------------------- | ------------------------------------------- | ------------------------------------------- |
| Jahr |                                             |                                             |                                             | Einwohner                                   |
| 1970 | 1970                                        |                                             | 6.147                                       | 6.147                                       |
| 1973 | 1973                                        |                                             | 7.846                                       | 7.846                                       |
| 1975 | 1975                                        |                                             | 7.999                                       | 7.999                                       |
| 1980 | 1980                                        |                                             | 8.184                                       | 8.184                                       |
| 1985 | 1985                                        |                                             | 8.237                                       | 8.237                                       |
| 1990 | 1990                                        |                                             | 8.347                                       | 8.347                                       |
| 1995 | 1995                                        |                                             | 8.732                                       | 8.732                                       |
| 2000 | 2000                                        |                                             | 8.813                                       | 8.813                                       |
| 2005 | 2005                                        |                                             | 9.157                                       | 9.157                                       |
| 2010 | 2010                                        |                                             | 9.211                                       | 9.211                                       |
| 2011 | 2011                                        |                                             | 9.310                                       | 9.310                                       |
| 2015 | 2015                                        |                                             | 9.470                                       | 9.470                                       |
| 2020 | 2020                                        |                                             | 9.917                                       | 9.917                                       |
| Quelle(n): LAGIS; Hessisches Statistisches Informationssystem; Zensus 2011 Ab 1970 einschließlich der im Zuge der Gebietsreform in Hessen eingegliederten Orte. |                                             |                                             |                                             |                                             |

#### Religionszugehörigkeit
| • 1987: | 4513 evangelische (= 55,3 %), 1869 katholische (= 22,9 %), 797 sonstige (= 9,8 %) Einwohner   |
| • 2011: | 3827 evangelische (= 41,1 %), 2427 katholische (= 26,1 %), 3056 sonstige (= 32,8 %) Einwohner |

## Politik

### Stadtverordnetenversammlung
Die Kommunalwahl am 14. März 2021 lieferte folgendes Ergebnis, in Vergleich gesetzt zu früheren Kommunalwahlen:
| Sitzverteilung in der Stadtverordnetenversammlung 2021Insgesamt 31 Sitze - Linke: 2 - SPD: 6 - Grüne: 5 - FDP: 2 - CDU: 16 | Parteien und Wählergemeinschaften | Parteien und Wählergemeinschaften           | 2021  | 2021  | 2016  | 2016  | 2011  | 2011  | 2006  | 2006  | 2001  | 2001  |
| Sitzverteilung in der Stadtverordnetenversammlung 2021Insgesamt 31 Sitze - Linke: 2 - SPD: 6 - Grüne: 5 - FDP: 2 - CDU: 16 | Parteien und Wählergemeinschaften | Parteien und Wählergemeinschaften           | %     | Sitze | %     | Sitze | %     | Sitze | %     | Sitze | %     | Sitze |
| Sitzverteilung in der Stadtverordnetenversammlung 2021Insgesamt 31 Sitze - Linke: 2 - SPD: 6 - Grüne: 5 - FDP: 2 - CDU: 16 | CDU                               | Christlich Demokratische Union Deutschlands | 49,8  | 16    | 30,1  | 9     | 39,7  | 12    | 42,3  | 13    | 39,9  | 12    |
| Sitzverteilung in der Stadtverordnetenversammlung 2021Insgesamt 31 Sitze - Linke: 2 - SPD: 6 - Grüne: 5 - FDP: 2 - CDU: 16 | SPD                               | Sozialdemokratische Partei Deutschlands     | 20,7  | 6     | 44,6  | 14    | 35,5  | 11    | 37,1  | 12    | 35,9  | 11    |
| Sitzverteilung in der Stadtverordnetenversammlung 2021Insgesamt 31 Sitze - Linke: 2 - SPD: 6 - Grüne: 5 - FDP: 2 - CDU: 16 | Grüne                             | Bündnis 90/Die Grünen                       | 17,5  | 5     | 8,6   | 3     | 15,5  | 5     | 7,2   | 2     | 8,5   | 3     |
| Sitzverteilung in der Stadtverordnetenversammlung 2021Insgesamt 31 Sitze - Linke: 2 - SPD: 6 - Grüne: 5 - FDP: 2 - CDU: 16 | FDP                               | Freie Demokratische Partei                  | 7,2   | 2     | 11,5  | 3     | 1,6   | 1     | 4,3   | 1     | —     | —     |
| Sitzverteilung in der Stadtverordnetenversammlung 2021Insgesamt 31 Sitze - Linke: 2 - SPD: 6 - Grüne: 5 - FDP: 2 - CDU: 16 | Linke                             | Die Linke                                   | 4,8   | 2     | 5,2   | 2     | —     | —     | —     | —     | —     | —     |
| Sitzverteilung in der Stadtverordnetenversammlung 2021Insgesamt 31 Sitze - Linke: 2 - SPD: 6 - Grüne: 5 - FDP: 2 - CDU: 16 | FWG                               | Freie Wählergemeinschaft Niddatal           | —     | —     | —     | —     | 7,7   | 2     | 9,1   | 3     | 15,7  | 5     |
| Sitzverteilung in der Stadtverordnetenversammlung 2021Insgesamt 31 Sitze - Linke: 2 - SPD: 6 - Grüne: 5 - FDP: 2 - CDU: 16 | Gesamt                            | Gesamt                                      | 100,0 | 31    | 100,0 | 31    | 100,0 | 31    | 100,0 | 31    | 100,0 | 31    |
| Sitzverteilung in der Stadtverordnetenversammlung 2021Insgesamt 31 Sitze - Linke: 2 - SPD: 6 - Grüne: 5 - FDP: 2 - CDU: 16 | Wahlbeteiligung in %              | Wahlbeteiligung in %                        | 57,6  | 57,6  | 56,9  | 56,9  | 49,0  | 49,0  | 47,2  | 47,2  | 56,6  | 56,6  |

### Bürgermeister
Nach der hessischen Kommunalverfassung wird der Bürgermeister für eine sechsjährige Amtszeit gewählt, seit dem Jahr 1993 in einer Direktwahl, und ist Vorsitzender des Magistrats, dem in der Stadt Niddatal neben dem Bürgermeister ehrenamtlich ein Erster Stadtrat und fünf weitere Stadträte angehören. Bürgermeister ist seit dem 1. Juli 2020 Michael Hahn (CDU). Er setzte sich am 15. März 2020 im ersten Wahlgang gegen Amtsinhaber Bernhard Hertel, der sich um eine vierte Amtszeit beworben hatte, bei 59,97 Prozent Wahlbeteiligung mit 57,49 Prozent der Stimmen durch.
Amtszeiten der Bürgermeister
- 2020–2026 Michael Hahn (CDU)[14]
- 2002–2020 Bernhard Hertel
- 1984–2002 Wilfried Martin (SPD) (1938–2020)[17]

## Religion
- Katholische Pfarrei St. Nikolaus in Wickstadt (für die Ortsteile: Assenheim, Bönstadt)
- Katholische Pfarrgemeinde St. Maria, Petrus und Paulus in Ilbenstadt
- Evangelische Kirchengemeinde Assenheim
- Evangelische Kirchengemeinde Bönstadt und Kaichen
- Evangelische Kirchengemeinde Ilbenstadt

## Bildungseinrichtungen
- NABU Umweltwerkstatt Wetterau (Umweltbildungseinrichtung)

Schulen:
- Eichendorff-Schule (Grundschule mit Vorklasse)
- Geschwister-Scholl-Schule (Grund-, Haupt- und Realschule mit Förderstufe)

## Kultur und Sehenswürdigkeiten
- Natur- und Kulturpark Niddatal.

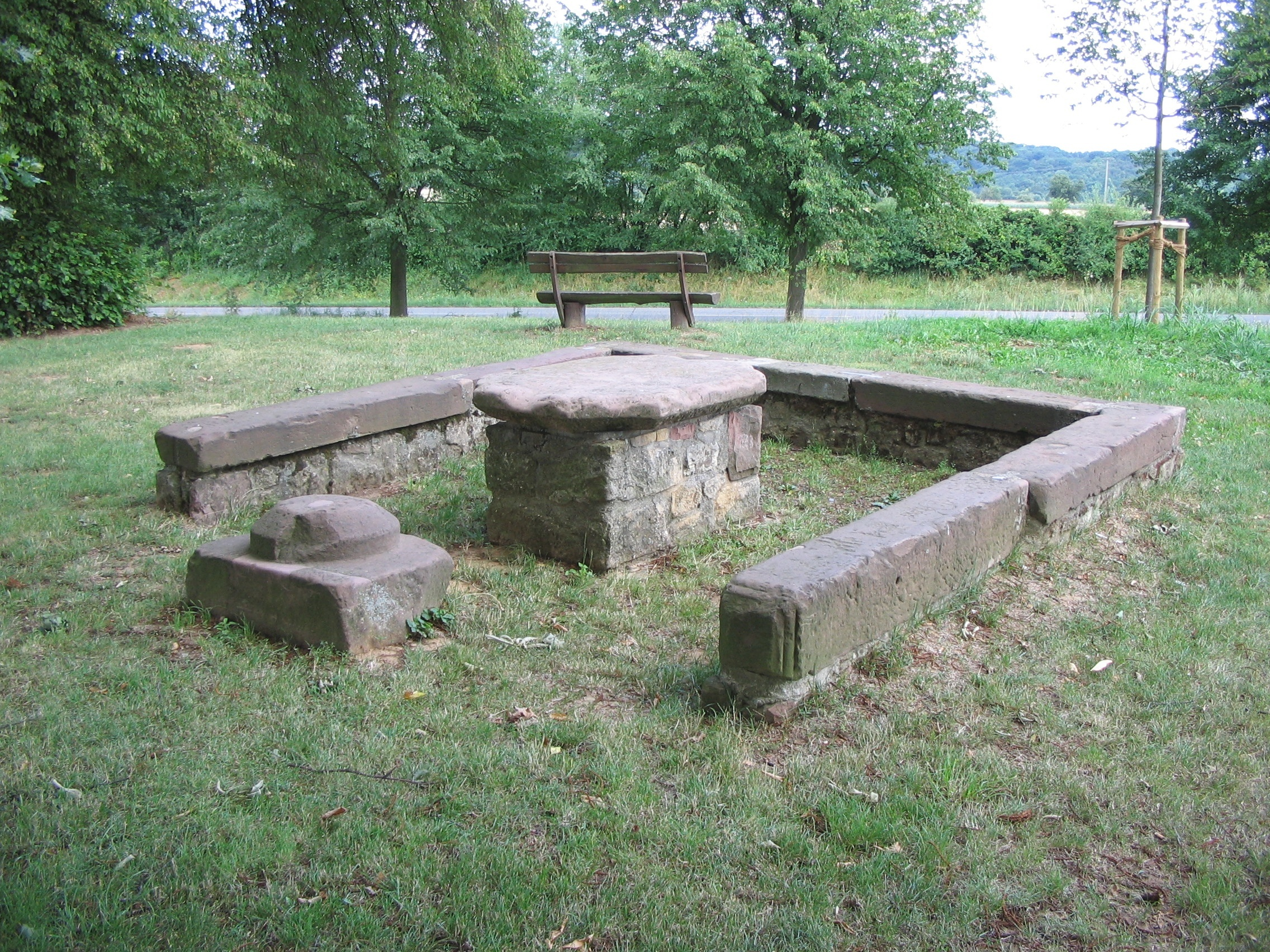
Steinerner Tisch bei Kaichen

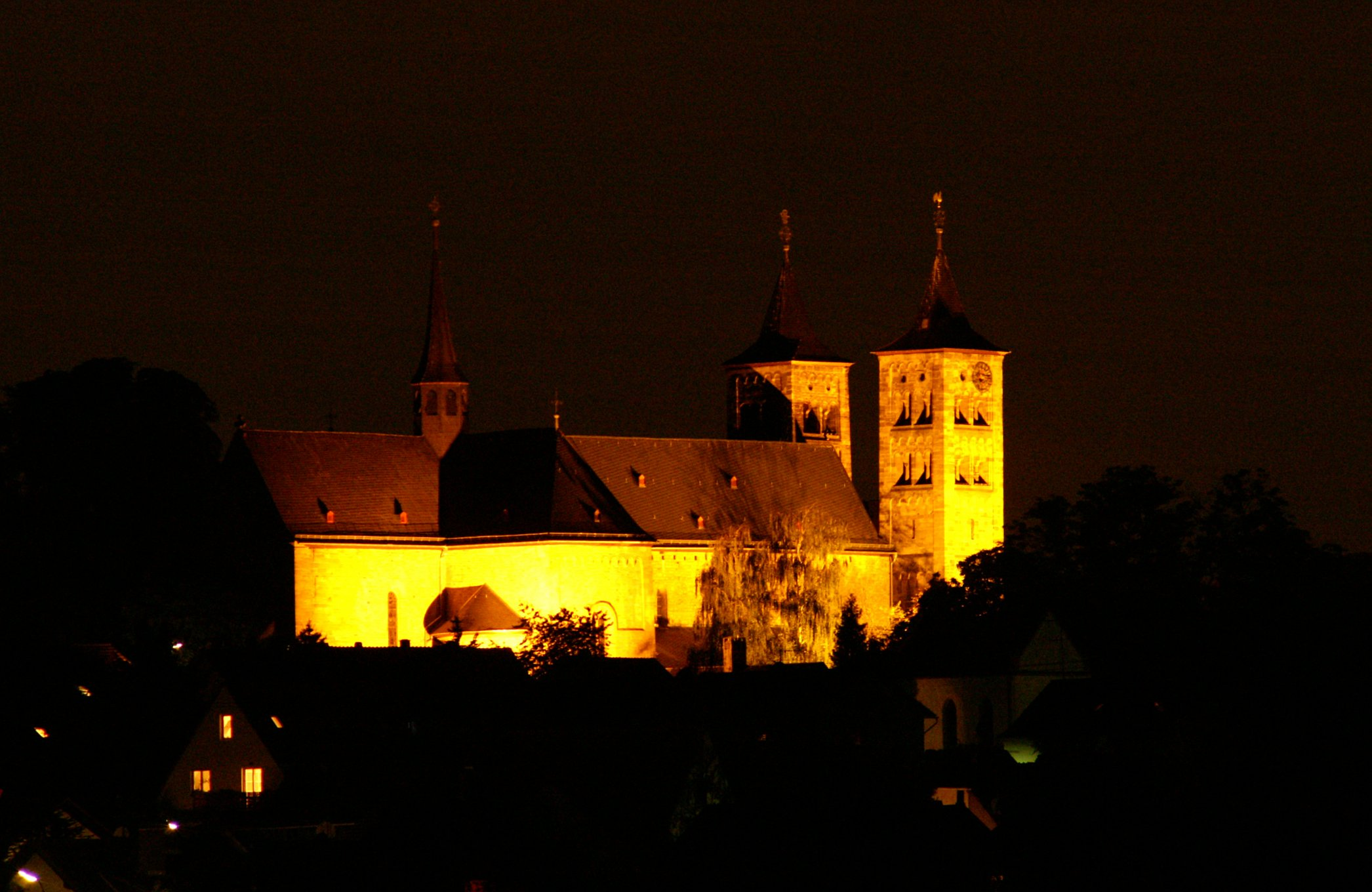
Basilika in Ilbenstadt

- In Assenheim: Wissenspfad entlang der Flüsse Nidda und Wetter, Storchenweg (Rundwanderweg um Assenheim mit 3,8 km Länge), Altes Rathaus, Schloss der Grafen zu Solms-Rödelheim und Assenheim, Lehrbiotop, Gehölzlehrpfad, historische Altstadt mit evangelischer Kirche, ehemalige Stadtmühle mit 45 m hohem Siloturm in der Ortsmitte. Zahlreiche Radwege kreuzen in Assenheim: Radfernweg R4, Apfelwein- und Obstwiesenroute, Keltenradroute, Rosenradweg.
- In Bönstadt: Freizeitgelände u. a. mit großer Teichanlage, Brunnen, Langer Gang.
- In Kaichen: Der Steinern Tisch, alter Gerichtsplatz. Als Freigericht (Feme) gehörte es zu keiner Herrschaft. Hier wurde die Gerichtsbarkeit im Namen des Königs ausgeübt. Das Freigericht Kaichen war ein Blutgericht und befasste sich mit Verbrechen, die nur durch den Tod des Angeklagten gesühnt werden konnten. Außerdem war es ein Berufungsgericht.
- In Ilbenstadt: Das Kloster Ilbenstadt wurde durch den Grafen Gottfried von Cappenberg hier 1123 als ein Männer- und ein Frauenkloster (Ober- und Nieder-Ilbenstadt) gestiftet. Dieses Prämonstratenserkloster ist die älteste geistliche Niederlassung in der Wetterau. Der erste Propst war Antonius, ein Schüler des heiligen Norbert. 1657 wurde das Kloster zur Abtei. Einer Sage zufolge soll es zwischen dem Männer- und dem Frauenkloster einen unterirdischen Gang gegeben haben. Aufbauend auf dieser Sage wurde 2005 die lokale Novellensammlung Das Ilbenstädter Dekameron erstellt. Das Kloster beherbergte von 1946 bis 1979 ein Erziehungsheim für Mädchen.
- Die alte Ilbenstädter Abtei- und heutige Pfarrkirche St. Maria, Petrus und Paulus wird auch Dom der Wetterau genannt. Sie wurde 1929 durch Papst Pius XI. zur Basilica minor erhoben.
- Die Wallfahrtskirche St. Gangolf in dem untergegangenen Dorf Sternbach wurde urkundlich bereits 778 in der so genannten Beatusurkunde erstmals erwähnt.

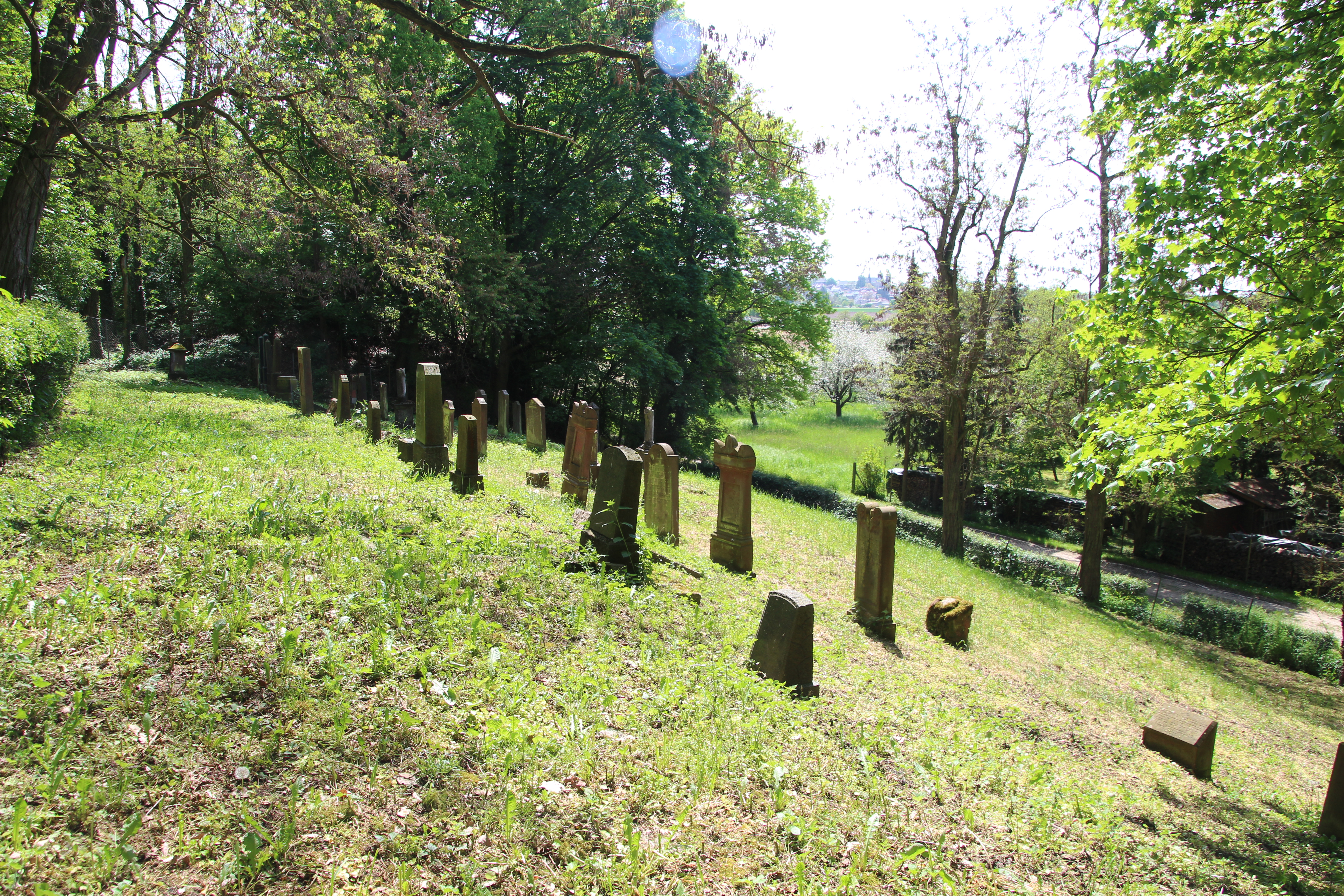
Der Jüdische Friedhof in Assenheim

- Das Assenheimer Getreidesilo war in den 1940er Jahren das größte Getreidesilo in ganz Europa und Bestandteil der in den 1970er Jahren stillgelegten Walzenmühle. Auch heute noch dient der 45 Meter hohe Turm, der auf der ehemaligen Mühlinsel errichtet wurde, der Lagerung von Getreide.
- Ende der 1960er Jahre wurde ein Bunker als Kommandozentrale für den Zivil- und Katastrophenschutz Frankfurts gebaut.[18] Die nicht mehr genutzte Einrichtung liegt zwischen den Stadtteilen Ilbenstadt und Kaichen, etwa 300 m außerhalb von Ilbenstadt.
- Jüdische Friedhöfe: In Assenheim und in Bönstadt befinden sich jüdische Friedhöfe mit erhaltenen Grabsteinen.

Freizeit- und Sportanlagen:
- Hessischer Radfernweg R4
- Niddaradweg
- Hessische Apfelwein- und Obstwiesenroute

## Verkehr
- Niddatal ist durch den Bahnhof Assenheim an das RMV-Nahverkehrsnetz angeschlossen. Regionalzüge der Hessischen Landebahn verkehren dort Montag bis Freitag tagsüber halbstündlich in Richtung Friedberg, Gießen und Hanau. Abends bis etwa 0 Uhr stündlich, Freitag und Samstag Abend auch länger. Samstags und Sonntags fahren die Züge stündlich.
- Der ehemalige Haltepunkt Erbstadt-Kaichen, der zur Gemarkung Bönstadt gehört, wurde in den 1990ern auf Grund von fehlender Rentabilität, bedingt durch seine Distanz zu den beiden Orten, aufgegeben.
- Weiterhin sind alle Stadtteile im Linienverkehr mit Bussen zu erreichen.

## Vereine
- Umwelt
  - Naturschutzbund Deutschland (NABU), Gruppe Niddatal/Florstadt e. V.
- Kommunales
  - Freiwillige Feuerwehrvereine, (Fördervereine in allen Stadtteilen)
  - Bunker Ilbenstadt e. V.
  - Dorfentwicklung Kaichen (DEK) e. V.
  - Gesellschaft für Geschichte, Denkmalpflege und Landschaftsschutz Niddatal
- Kultur
  - Ewaldshof e.V.
  - Kulturelles und Kommunales (KUK) Assenheim
- Brauchtumspflege
  - Assenheimer Karnevalsgesellschaft Verein Humor 1914 e. V.
  - Weiberfassenacht Kaichen e.V.
  - Karnevalsverein Bieschder „Wissegickel“
  - Schützenverein Assenheim
- Kinder und Bildung
  - Betreuungsschule „Mäusezahn“ der GSS e. V.
  - Betreuungsschule Schatzinsel e. V. der v.Eichendorff-Schule
- Musik
  - Germania Sängerlust Bönstadt
  - Gesangverein EINTRACHT Kaichen 1888 e. V.
  - Männergesangverein EINIGKEIT Kaichen 1908 e. V.
  - Chorgemeinschaft Kaichen aus beiden o. g. Vereinen seit 2014
  - Gesangverein Frohsinn Assenheim
- Sport
  - Modellfluggruppe Kaichen e. V.
  - Fußballclub 1963 Kaichen e. V.
  - RC 03 Ilbenstadt e. V.
  - VfR 1920 Ilbenstadt e. V.
  - TV Ilbenstadt
  - TSC Niddatal
  - SV1920 Assenheim e. V.
  - Tennisclub Niddatal e. V.
  - TTC 1951 Assenheim
  - Inlineverein Assenheim Rhein-Main Patriots 1999 e. V.

## Persönlichkeiten

### Söhne und Töchter der Stadt
- Karl zu Leiningen-Westerburg-Altleiningen (1819–1849), Freiheitskämpfer und Offizier im Ungarischen Unabhängigkeitskrieg
- Viktor zu Leiningen-Westerburg-Altleiningen (1821–1880), österreichisch-ungarischer Offizier und Mitbegründer des Mainzer Adelsvereins
- Thomas Schleid (* 1957 in Kaichen), Chemiker